# Greensted

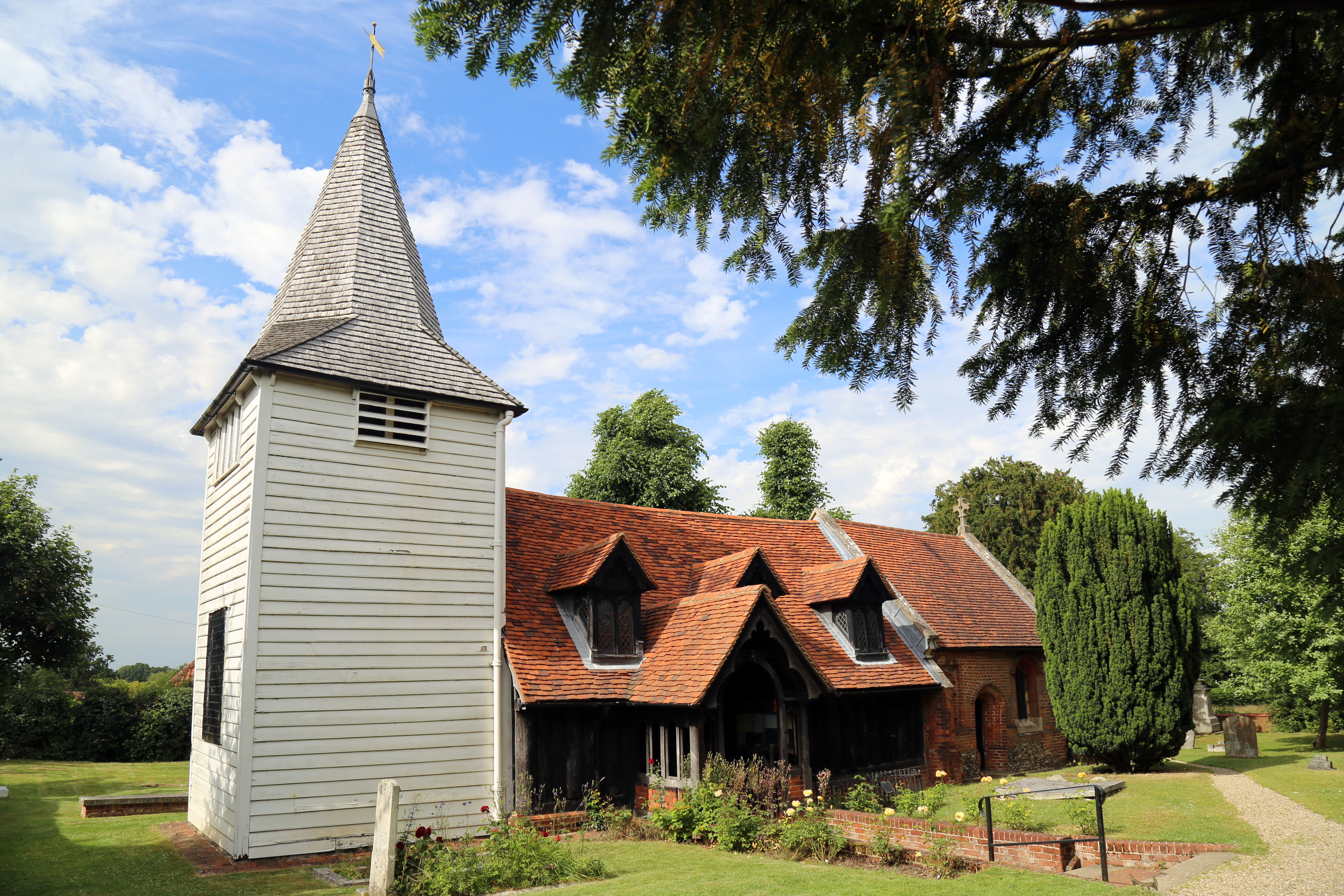
St Andrew’s Church, bekannt als Greensted Church (2015)

Greensted ist ein Weiler in Essex, England. Er liegt etwa 1 km westlich von Chipping Ongar.
In Greensted steht mit der St Andrew’s Church die älteste noch bestehende Holzkirche der Welt.